# 모리 가즈히로
모리 가즈히로(일본어: 森 一紘, 1981년 4월 17일 ~ )는 일본의 전 축구 선수이다.

## 구단 경력
과거 비셀 고베에서 활동하였다.